# Tuinen van het landhuis van Eyrignac

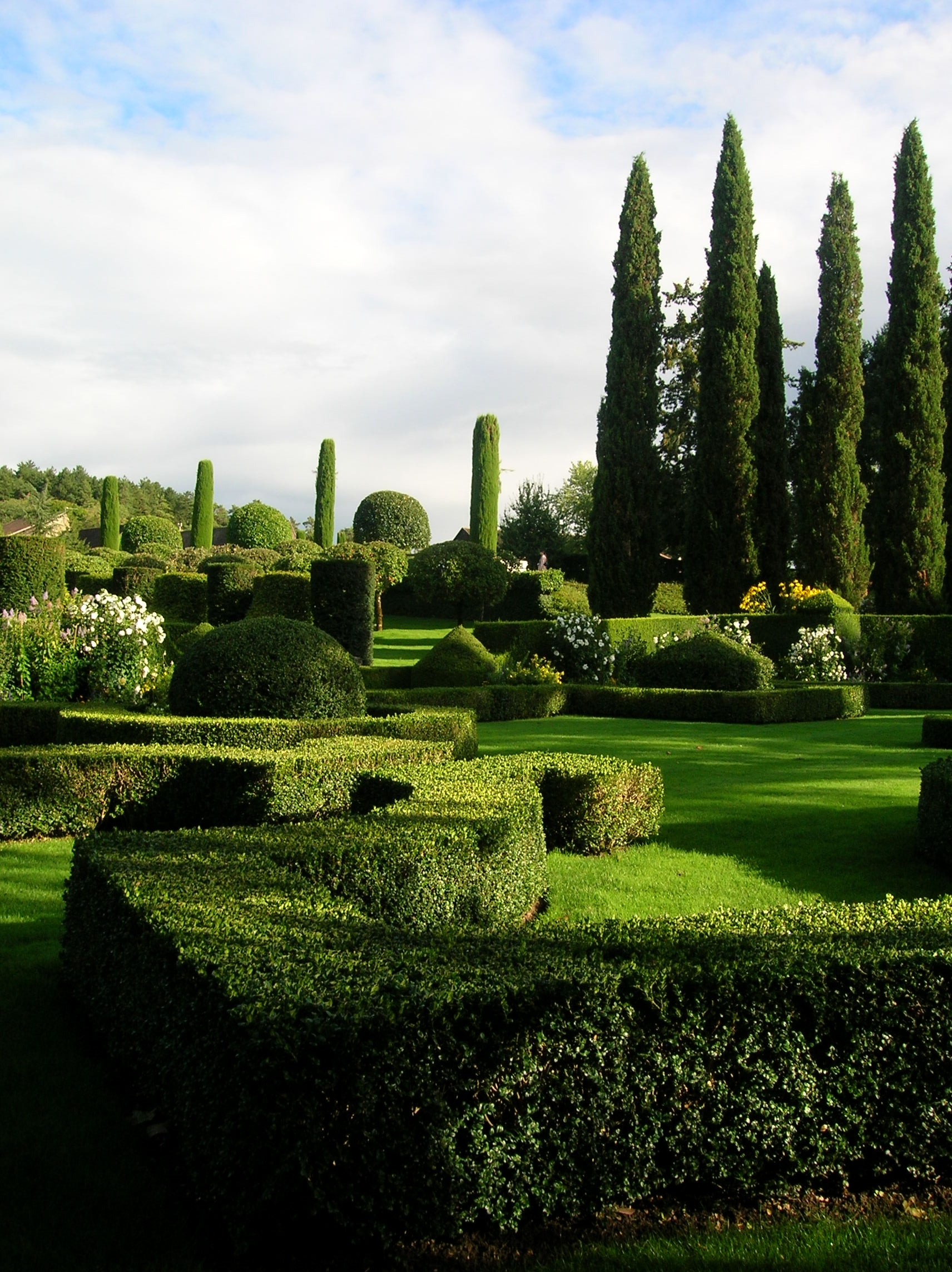

De tuinen van het landhuis van Eyrignac (Frans: Jardins du manoir d'Eyrignac) bevinden zich in Salignac-Eyvigues, in de Dordogne, in de Périgord Noir (regio Nouvelle-Aquitaine). Ze kregen het label Jardin remarquable in 2005 en zijn sinds 1986 opgenomen in de aanvullende lijst van historische monumenten van de 17e en 18e eeuw. Ze bevinden zich niet ver van de grotten van Lascaux en van Sarlat-la-Canéda.